# ミハウ・モクジツキ
ミハウ・モクジツキ（Michał Mokrzycki 、1997年12月29日 - ）は、ポーランド・ジェシュフ出身のプロサッカー選手。Iリガ・ŁKSウッチ所属。ポジションは、ミッドフィールダー（守備的ミッドフィールダー）。

## タイトル
ルフ・ホジューフ
- IIIリガ (グループIII): 2020-21[3]

ŁKSウッチ
- Iリガ: 2022-23[4]